# Altan-Ulzii Enkhtuul
Altan-Ulzii Enkhtuul est une joueuse d'échecs mongole née le 30 novembre 1994, grand maître international féminin depuis 2014 et championne de Mongolie en 2022. 
Au 1er septembre 2023, elle est classée troisième parmi les joueuses mongoles avec un classement Elo de 2 231 points.

## Biographie et carrière
Altan-Ulzii Enkhtuul a représenté la Mongolie lors des olympiades féminines de 2008 et 2010 (elle jouait au troisième échiquier).
Lors de l'olympiade d'échecs de 2016 féminine, elle marqua 7,5 points sur 10 au quatrième échiquier
Lors de l'Olympiade d'échecs de 2022 féminine, elle jouait au premier échiquier de la Mongolie et marqua la moitié des points (4,5/9) avec une performance Elo de { 2 383 points.
En 2019, elle remporta la médaille de bronze individuelle à l'échiquier de réserve lors du championnat d'Asie d'échecs des nations féminin.
En mai 2022, elle remporte le championnat de Mongolie féminin avec 9 points sur 11. En octobre 2022, elle remporte le tournoi de MI Vezerkepzo de Budapest au départage devant le grand maître international Valeri Neverov.